# Nowy Ratusz w Poznaniu

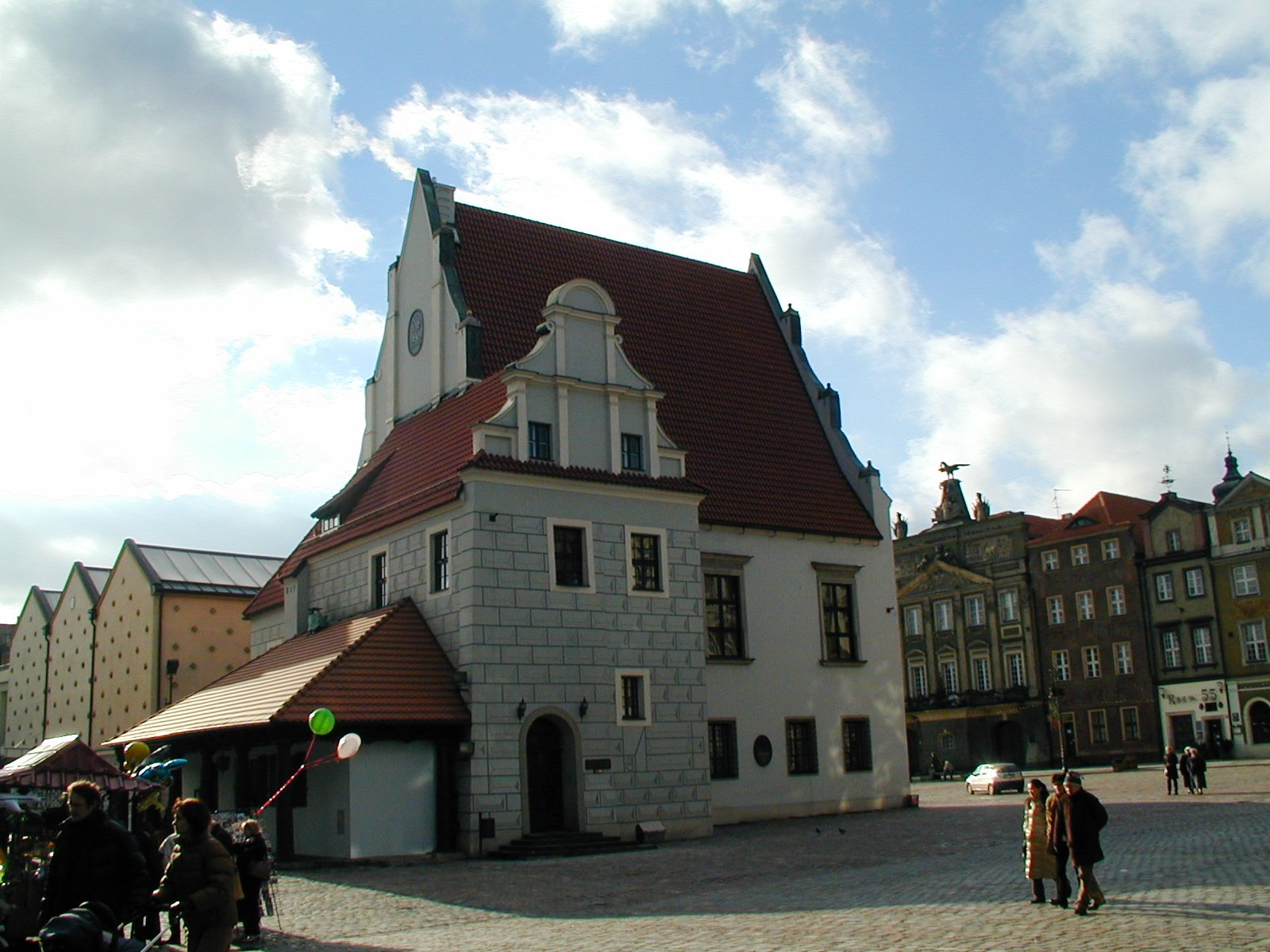
W tym miejscu stał Nowy Ratusz do czasów II Wojny Światowej.

Nowy Ratusz w Poznaniu – budynek w Poznaniu, na Starym Rynku położony obok „Starego Ratusza”, po jego zachodniej stronie. Pełnił funkcję siedziby władz miejskich. Obiekt powstał po wyburzeniu w 1890, grożącego zawaleniem budynku Wagi Miejskiej. Ratusz został poważnie uszkodzony podczas II wojny światowej. Po wojnie postanowiono go nie odbudowywać. W jego miejscu odbudowano za to budynek Wagi Miejskiej.

## Historia
24 września 1884 rada miasta uchwaliła budowę nowego ratusza. Było to związane z problemami lokalowymi magistratu poznańskiego.10 listopada wydział architektury magistratu przedstawił dziewięć projektów, nad którymi dyskutowano i poprawiano przez pięć lat. 7 listopada 1889 Heinrich Grüder przedstawił ostateczny plan, wraz z uwzględnieniem zagospodarowania pomieszczeń. 1890 roku magistrat ustalił budżet inwestycji, oraz wybrał plan elewacji. Zdecydowano również o rozbiórce wagi miejskiej. Budowa rozpoczęła się w czerwcu 1891 roku. W 1892 kończono już dach, a rok później pierwsi urzędnicy się wprowadzili. 
Ukończony budynek został otwarty i poświęcony 9 stycznia 1895. Po uroczystym posiedzeniu rady miasta w „Starym Ratuszu”, ważne osobistości miasta przeszły łącznikiem do nowego budynku. Dalej uroczystości trwały w reprezentacyjnej sali posiedzeń. Przed uroczystymi przemówieniami i zwiedzaniem budynku wysłuchano utworu Niebiosa Sławią autorstwa Ludwiga van Beethovena.
Podczas renowacji w 1912 "Starego Ratusza" zbudowano nowy łącznik. Heinrich Grüder 12 listopada 1901 przedstawił plan rozbudowy gmachu w kierunku południowym. Projektowana część miała mieć dwa piętra i łączyć się z gmachem głównym nadziemnym łącznikiem.
W 1945 w wyniku działań wojennych został poważnie uszkodzony przez żołnierzy Armii Czerwonej, a następnie rozebrany. Na jego miejscu zrekonstruowano budynek wagi miejskiej.

## Galeria budowy

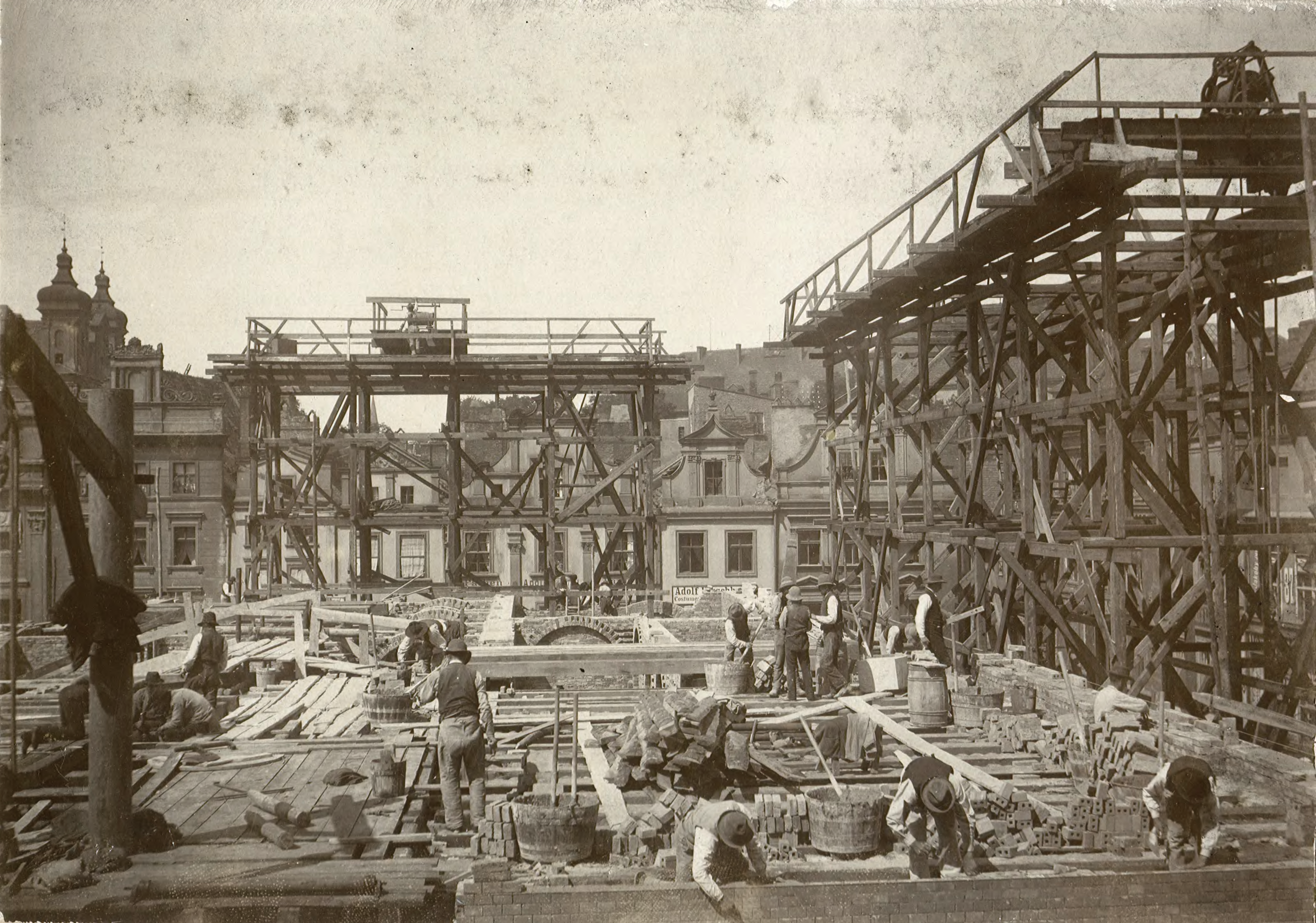
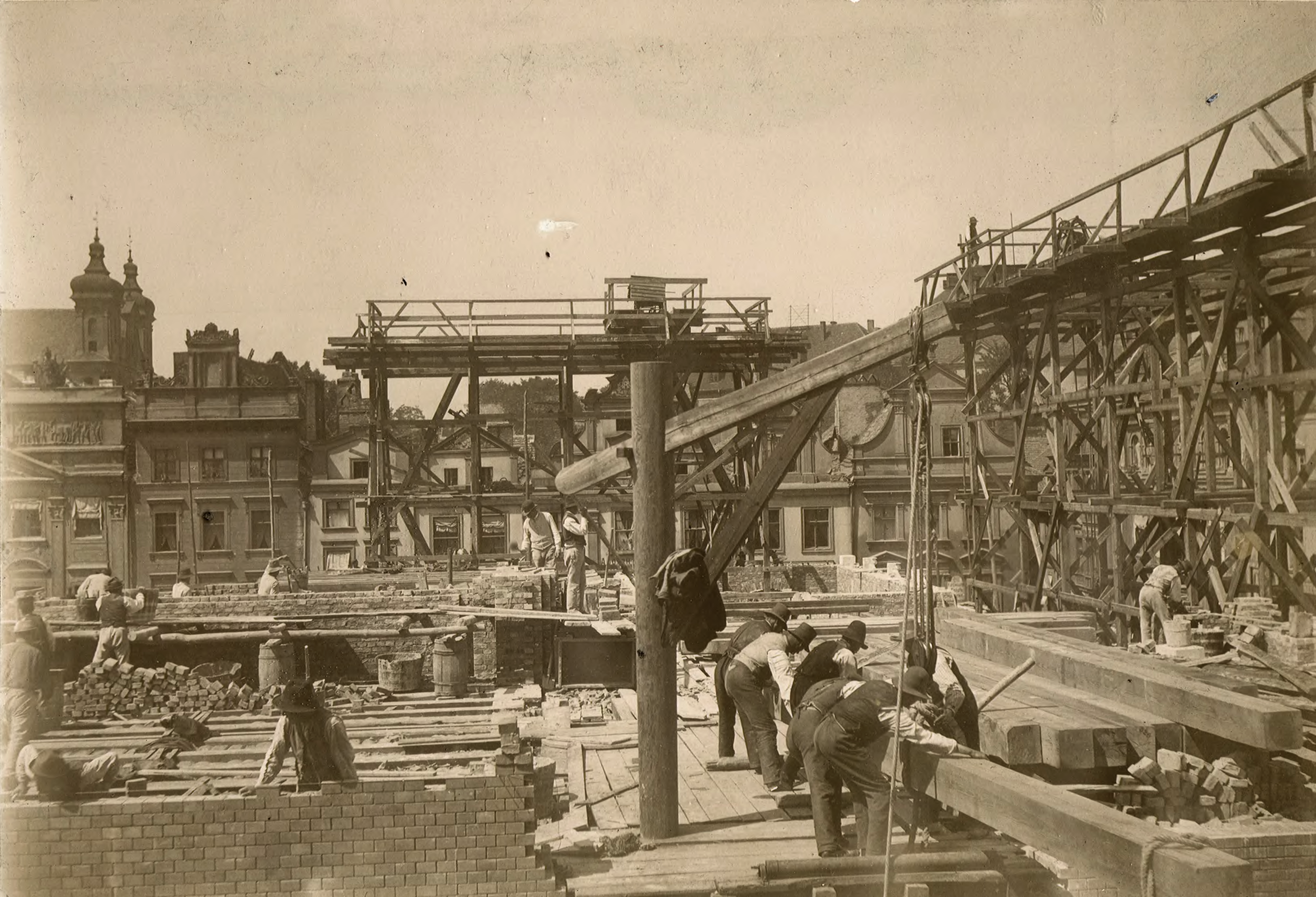
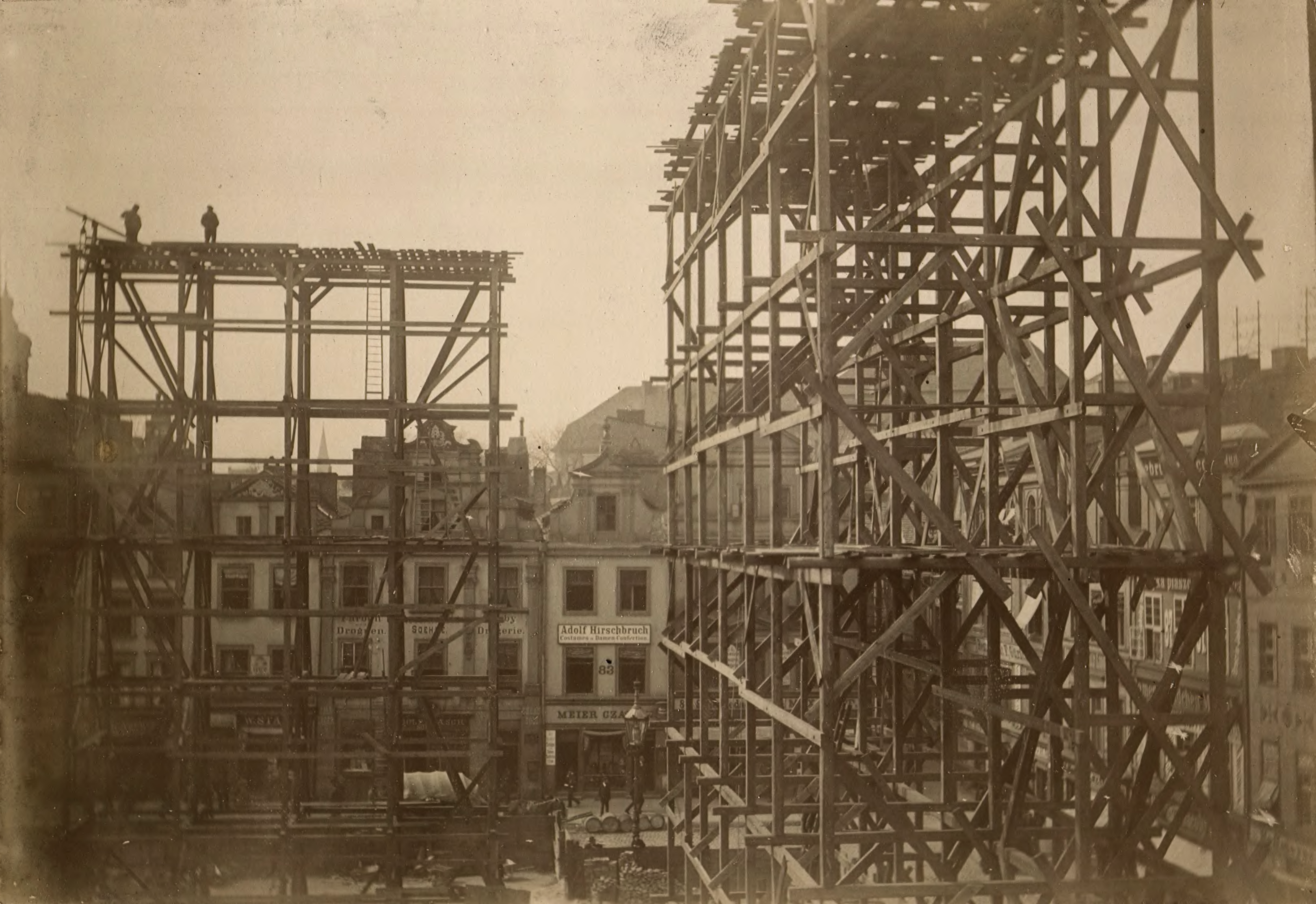
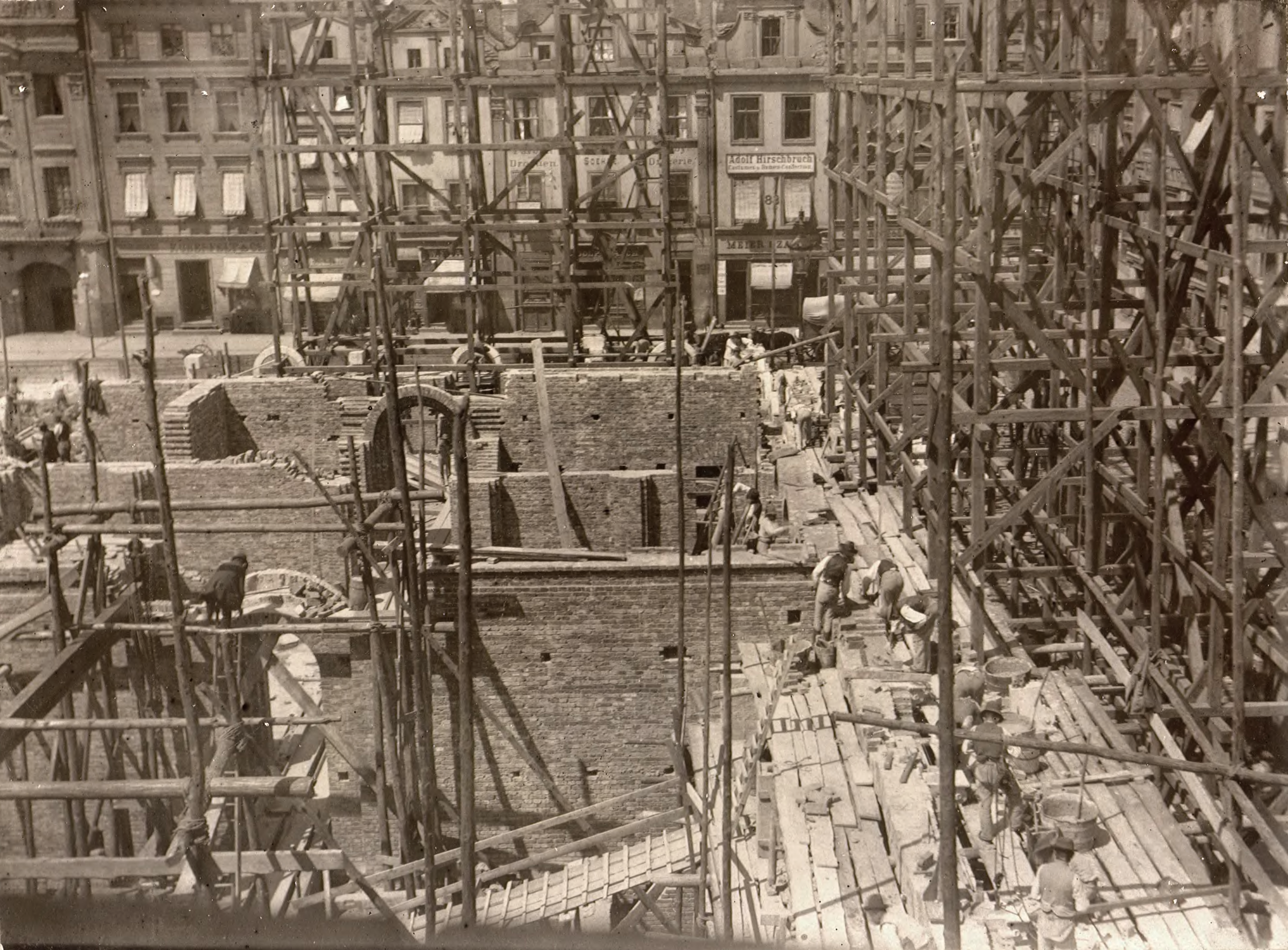
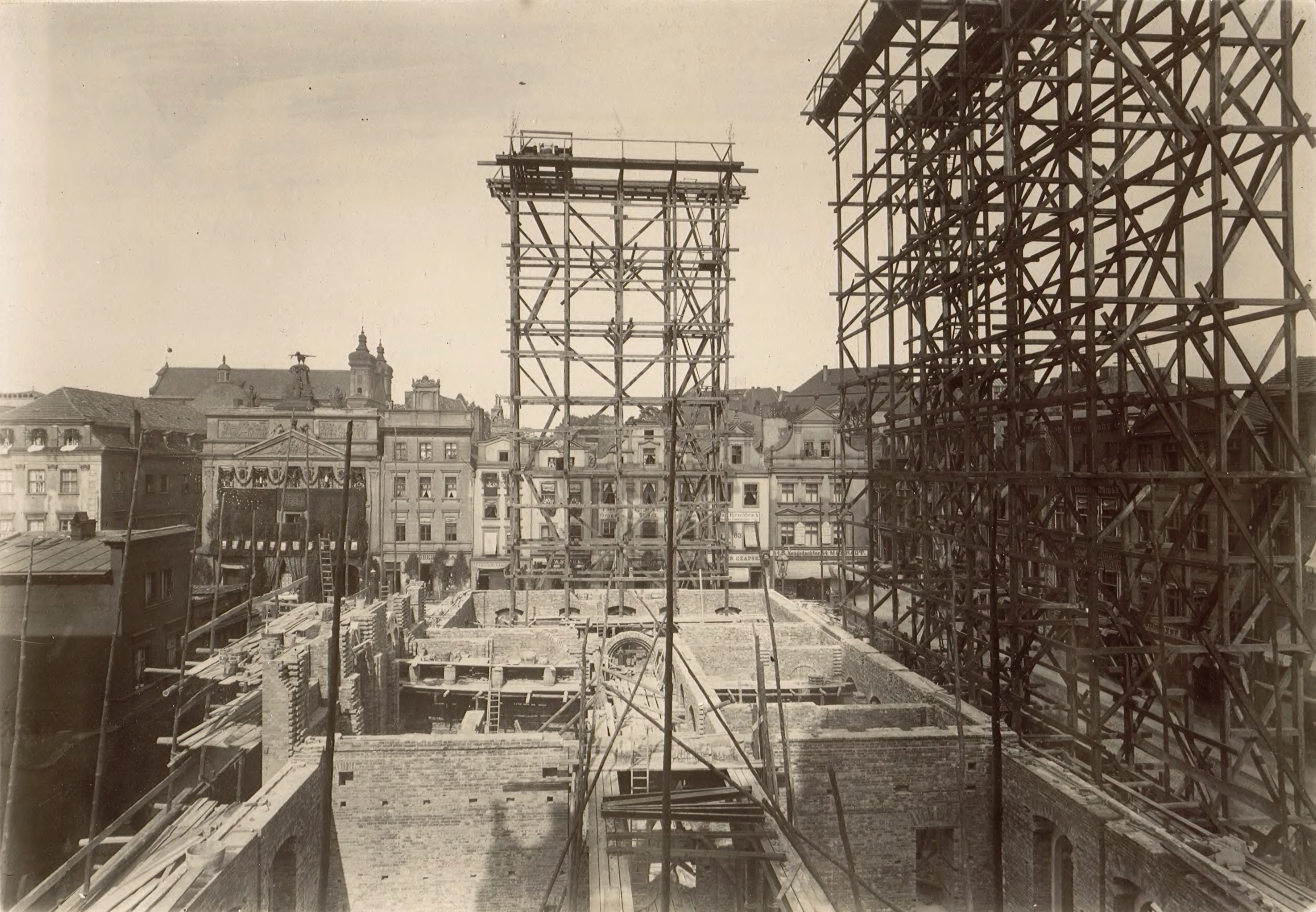
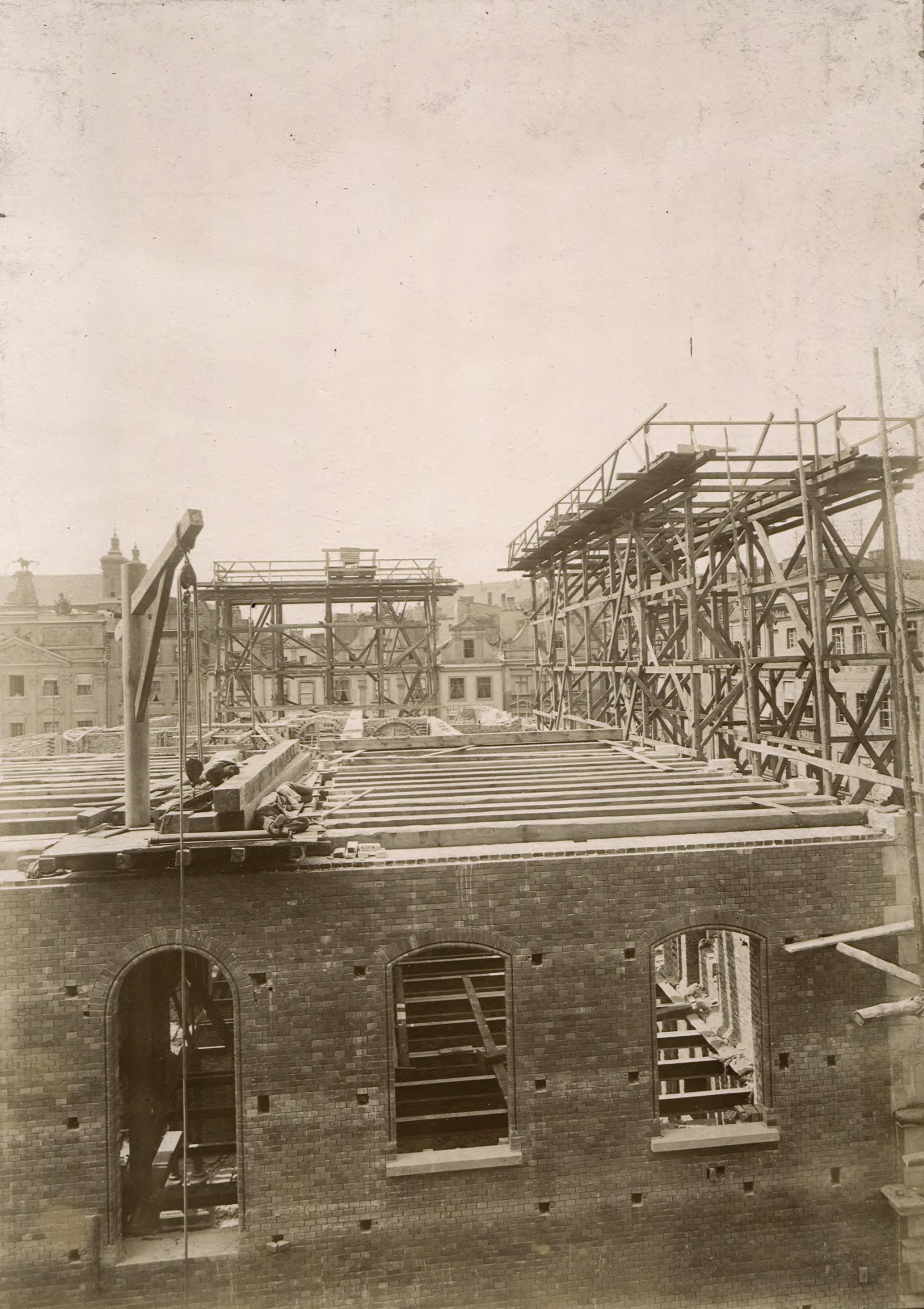